# Giana’s Return
Giana’s Return ist eine von Fans entwickelte Fortsetzung zum Jump-’n’-Run-Computerspielklassiker The Great Giana Sisters. Das Videospiel wurde vom deutsch-österreichisch-französischen Gianas-Return-Team, das 2011 das Indie-Gamestudio Retroguru gründete, entwickelt und steht seit 2009 auf einer Website zum kostenlosen Download bereit.

## Entstehungsgeschichte
Der Beginn des Projektes liegt im Jahr 1998. Der Entwickler Rainer Sinsch (Myth) präsentierte auf der Mekka & Symposium, ein Spielentwicklerwettbewerb in Fallingbostel, in der Kategorie: 32K-Competition das Giana-Remake Giana 32K (7 Level), mit dem er den ersten Platz belegte. Hier kam er mit dem späteren Leiter des Giana’s-Return-Projektes Shahzad Sahaib (Kojote) in Kontakt.
Gemeinsam mit weiteren Teammitgliedern entwickelten sie „The Great Giana Worlds“, eine Windows-Version mit DirectX-Unterstützung, die 1999 auf der Evoke präsentiert und durch die Mitveröffentlichungen auf verschiedenen Computermagazin-CDs schlagartig bekannt wurde. Das rief den Rechteinhaber der Giana-Spiele und Mitentwickler von The Great Giana Sisters Armin Gessert auf den Plan und er drohte dem Team eine Klage an. Nachdem das Projekt in „Giant Worlds“ umbenannt wurde, ließ Gessert die Klage fallen. Myth lehnte dennoch eine weitere Mitwirkung am Projekt ab.
Da Leveldesigner Kojote viele seiner Entwürfe nicht in dem Spiel hatte unterbringen können, stellte er ein neues Team zusammen.
Das neue Team mit dem angeworbenen Coder CHN begann Ende 2001 die Entwicklung von Giana’s Return. 2004 wurde eine frühe Betaversion des Spiels fertiggestellt. Dann aber verschwand der Programmierer des Projektes spurlos. Nicht einmal den Quellcode für das Spiel hatte er dem Team hinterlassen.
Trotz dessen trommelte Kojote das Team bald erneut zusammen, nachdem er mit Rodolphe Boixel (Thor) einen neuen Programmierer gefunden hatte. Ein kompletter Neustart des Projektes begann 2004, bis das Spiel 2008 erneut auf der Kippe stand. Der Rechteinhaber Spellbound (inzwischen als Black Forest Games neu gegründet) plante für 2009 die Veröffentlichung des offiziellen Remakes: Giana Sisters DS. Nach erneuter Kontaktaufnahme tolerierte Gessert die Weiterentwicklung, ebenso Manfred Trenz und Chris Hülsbeck. Die Entwicklergruppe verpflichtete sich dafür, keine kommerziellen Ziele mit dem Spiel zu verfolgen und keine Portierung für Nintendo DS oder iPhone herauszubringen, um Spellbounds Produkt keine Konkurrenz zu machen.
Da auch verschiedene Grafikdesigner überraschend vom Projekt absprangen, verzögerte sich der Release von Version 0.99 weiter bis zur Präsentation auf dem Schweizer Buenzli 18 am 15. August 2009. Version 1.0 erschien 2011, v1.1 2014.

## Technische Daten
Das Spiel präsentiert sich in 2D-Pixelgrafik und die sich alle vier Level ändernde Chipmusik erinnert an Hülsbecks-Vorlagen. Das Spiel ist in Versionen für viele verschiedene Betriebssysteme und Konsolen verfügbar. Insgesamt gibt es 23 Portierungen auch für Exoten wie das Linuxhandheld Pandora oder verschiedene Amigasysteme. Vor Beginn des Spiels ist die englische, deutsche, französische oder spanische Sprachversion auswählbar. Im Vorspann wird der 2009 verstorbene Armin Gessert gewürdigt.

## Spielablauf
Giana’s Return soll gegebenenfalls die Umsetzung des von Rainbow Arts angedachten Giana-Klons zu Super Mario World sein. Das Spiel ist jedenfalls in sieben verschiedene Settings mit jeweils acht Leveln unterteilt. Hierauf folgt jeweils in einer eigenen Arena der Kampf gegen den Boss des Settings und der Wechsel des Landschaftsthemas. Außerdem kann der Spieler zahlreiche Bonushöhlen und Warpzonen finden: letztere in Level 7, 10, 12, 16, 20, 24, 29, 33, 40, 47, 51 und 54. Somit ist das Spiel um einiges umfangreicher als das Original.
Das Spiel ist ein klassischer Jump-’n’-Run-Side-Scroller und Plattformer. Die Gegner sind zum Großteil aus Giana 1 bekannt. Diese kann Giana durch einen Sprung auf ihren Kopf plätten oder nach Aufnahme wohlbekannter Items beschießen. Der letzte Boss ist nur durch die Aufnahme aller verfügbaren Rubine der Levels besiegbar.
Anders als in Giana 1 verfügt Giana über fünf Trefferpunkte. Stacheln, der Sturz in einen Abgrund, einige Gegner und die Bosse führen in Gianas Normalzustand allerdings direkt zu Verlust eines Lebens. Der Abschluss eines Levels führt zur Regeneration von einem, das Sammeln von hundert Rubinen zur Wiederherstellung von zwei Trefferpunkten. Durch Letzteres erhält Giana ein Extraleben.
Giana verfügt wie im Original über drei Leben. Sind diese allerdings aufgebraucht, beginnt der Spieler im Unterschied dazu am Anfang des gleichen Levels neu. Außerdem sind die Level durch ein klassisches Passwortsystem oder dem in Level 1 versteckten Trainer direkt erreichbar. Das Spiel wurde in Version 0.995 über das Einfügen von Checkpoints und die Reduktion der Lebenspunkte der Bosse weiter vereinfacht.

## Handlung
Giana träumt eines Nachts von dem magischen Land, in dem sie einst gefangen war und dem sie nur mit einem magischen Rubin entkommen konnte. Ihre dort gefangene Schwester Maria ruft sie zurück und Giana macht sich auf die Reise, Maria und den Rubin aus den Fängen des Monsters Swampy zu befreien.
Wie auf dem Cover von Giana 1 stellt die aufreizend bekleidete Frau in den Zwischensequenzen einen krassen Kontrast zur Geschichte des kleinen Mädchens Giana dar.